# Agripí de Cartago
Agripí de Cartago (llatí: Agrippinus) va ser bisbe de Cartago.
Va ser el primer que va defensar la necessitat de tornar a batejar a tots els heretges. Aquesta opinió la va defensar Cebrià de Cartago que explicava que era la correcció d'un error, i implícitament també Agustí d'Hipona. Va dirigir el concili de setanta bisbes a Cartago cap a l'any 200 sobre el baptisme on va defensar posicions que no eren les adoptades per l'església però mai va fer cap intent de cisma.